# Åredalens folkhögskola
Åredalens folkhögskola (fram till 2014 Hållands folkhögskola) är en folkhögskola belägen i Hålland i Åre kommun i Jämtland. Den drivs med Evangeliska fosterlandsstiftelsen som huvudman och startade sin verksamhet 1938.
Skolan ger utbildning för att ge behörighet till högskolestudier/universitetsstudier genom allmänna kurser som Fjäll- och friluftsliv och Natur och livsstil. Skolan har även profilutbildningar som fokuserar på tros- och livsåskådning, friluftsliv, idrott, natur och kultur, människosyn, konst och internationella frågor. I samarbete med Arbetsförmedlingen och regionen anordnas olika utbildningsinsatser på skolan. En vecka under sommaren anordnas sommarkurser på skolan.
Huvuddelen av verksamheten är förlagd till Hålland, 18 kilometer öster om turistmetropolen Åre. Åredalens folkhögskola bedriver konstskola i Provence, Frankrike under namnet École de Mont Cotton. 
På skolan går det ungefär 160 deltagare, där internatet rymmer nästan 100 personer. Folkhögskolan erbjuder också lägenhetsboende under hela året för andra gäster och besökare i bygden.